# Joe Donnelly
Joe Donnelly (Queens, 1955. szeptember 29. –) az Amerikai Egyesült Államok Indiana államának szenátora.